# Blush (film)
Blush  (Hong fen) è un film del 1995 diretto da Li Shaohong.